# NGC 90
NGC 90 je galaksija u zviježđu Andromeda.

## Vanjske poveznice
- SEDS: NGC 0090